# Susannah Maria Arne
Susannah Maria Arne, poi nota anche come Susannah Cibber, (Londra, 1714 – 30 gennaio 1766), è stata una cantante e attrice teatrale inglese, sorella del compositore Thomas Arne.

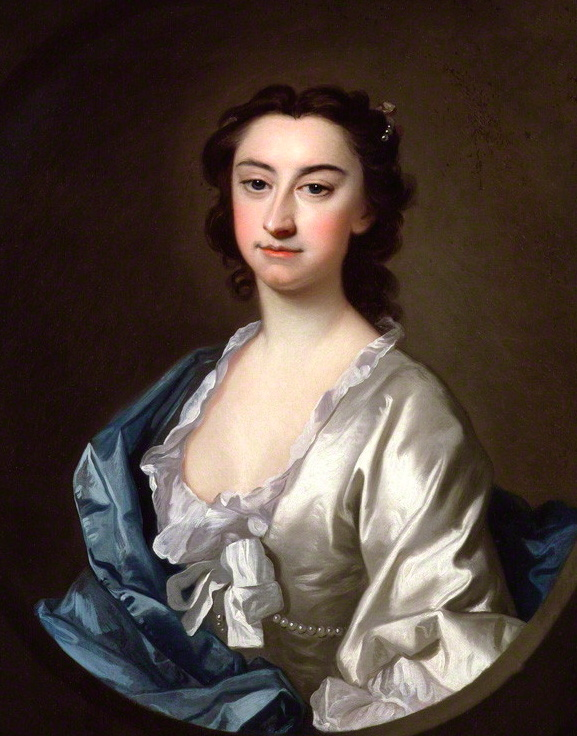
Susannah Maria Cibber

Anche se iniziò la sua carriera come soprano, la sua voce era quella di un contralto. Ella fu nota per la sua abilità nell'attanagliare il pubblico sia come cantante che come attrice. Possedendo una voce, dolce, espressiva e dall'estensione molto ampia, essa fu una cantante molto popolare, anche se ai suoi tempi venne criticata per la mancanza di una tecnica sopraffina. Charles Burney disse della sua voce che "con un pathos naturale, ed una perfetta pronuncia, ella spesso riusciva a penetrare il cuore, mentre altre, con una voce infinitamente più potente, riuscivano soltanto a raggiungere le orecchie." La Arne fu particolarmente ammirata da Georg Friedrich Händel, che scrisse numerose parti espressamente per lei, comprese le arie per contralto nei suoi oratori Messiah e Samson, oltre che nelle opere Hercules eSaul fra le altre. Dalla metà degli anni 1730 iniziò ad apparire anche in recite di prosa oltre che in opere e oratori. Ella divenne la più grande attrice drammatica dei teatri di Londra nel XVIII secolo, ed al momento della sua morte era l'attrice meglio pagata in Inghilterra.

## Biografia

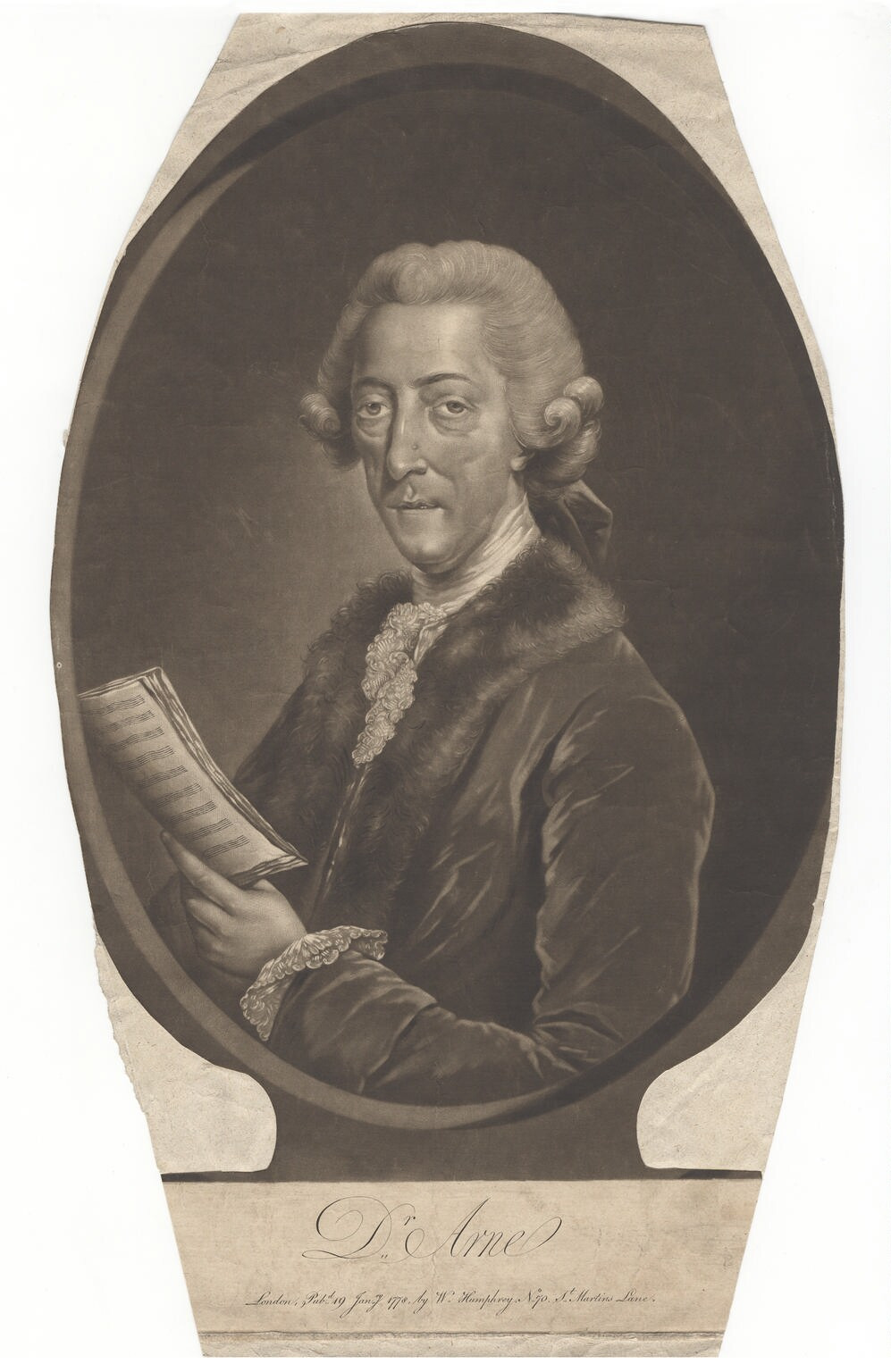
Ritratto del fratello maggiore di Susannah, Thomas Arne. Egli fu un compositore molto prolifico di musiche per il teatro, ed è considerato la figura più significativa del teatro musicale inglese del XVIII secolo. Susannah e Thomas furono sempre molto legati nel corso della loro vita.

Susannah nacque a Londra nella zona del Covent Garden da Thomas e Anne Arne. Suo padre e suo nonno erano tappezzieri. Da bambina iniziò lo studio del canto con il fratello Thomas, che successivamente divenne uno dei compositori più importanti del suo tempo ed ebbe un ruolo importante nella carriera della sorella. L'altro suo fratello Richard, fu anche lui cantante ed attore ma non raggiunse mai lo stesso livelli di celebrità della sorella minore.
IL 13 marzo 1732 Susannah fece il suo debutto nell'opera di John Frederick Lampe, su libretto di Henry Carey, Amelia raccogliendo critiche entusiastiche, al Little Theatre di Haymarket. Seguì una esecuzione di Galatea, una rappresentazione pirata dell'opera di Georg Friedrich Händel, Acis and Galatea nel maggio seguente. L'anno successivo cantò nella prima opera di suo fratello, Rosamund. Nei due anni seguenti cantò diverse opere tra le quali The Opera of Operas di suo fratello e Dido and Aeneas, il ruolo della protagonista nellopera di J.C. Smith, Teraminta, e Venere nell'opera The Festival di Richard Charke.
Il 1733 fu un anno eccezionale per Susannah. Incontrò Händel mentre provava il suolo di Jael nella produzione originale del suo oratorio Deborah. Questo fu l'inizio di una profonda e duratura amicizia fra i due. Händel le insegnò pazientemente la parte, nota per nota, poichùè ella non leggeva la musica. Nello stesso anno, il suo nome apparve nella locandina dei programmi che offrivano l'esecuzione, a richiesta, di canzoni molto popolari ad Haymarket, spettacoli che divennero molto seguiti.
Nell'aprile 1734, Susannah sposò l'attore e scrittore di opere teatrali Theophilus Cibber, figlio del commediografo Colley Cibber, la cui compagnia operava al Teatro Reale di Drury Lane. Il matrimonio apportò benefici alla sua carriera di cantante nei teatri di Londra dove finì per il cantare regolarmente per molti anni, con il nuovo nome di "Mrs Cibber". Ancora più importante fu l'attenzione che le dedicò suo suocero Colley Cibber che, riconoscendo in Susannah le qualità di una grande attrice drammatica, la formò per farle raggiungere le qualità necessarie per quella che sarebbe poi divenuta una delle carriere più famose di un'attrice drammatica nel XVIII secolo. Suo fratello Thomas trasse profitto anche dal matrimonio della sorella, in quanto divenne compositore di casa a Drury Lane, e scrisse musica per un elevatissimo numero di drammi e pantomime negli anni a seguire.
Nel 1736 la Cibber debuttò come attrice drammatica nel dramma di Aaron Hill, Zara, ottenendo grandi successi. Iniziò ad interpretare numerosi ruoli in opere di Shakespeare con critiche osannanti da parte della stampa, continuando a recitarli con l'attore più famoso del tampo, David Garrick. Nel 1737, una disputa molto famosa con Kitty Clive, circa l'interpretazione del ruolo di Polly in L'opera del mendicante (The Begg's Opera), ispirò una satira, The Beggar's Pantomime, or The Contending Columbine. L'anno seguente, la Cibber interpretò il ruolo di David nella produzione originale dell'oratorio di Händel, Saul ed apparve poi nella prima rappresentazione dell'opera di suo fratello, Comus, che ebbe accoglienze entusiastiche.
Sfortunatamente, il matrimonio con Cibber non fu uno dei migliori. Suo marito era, a quanto riferito, uno spendaccione immorale, e cominciò a svendere alcuni capi del guardaroba di sua moglie ed effetti personali per tacitare i creditori, anche se era un raffinato e celebre attore. Per pagare l'affitto, Cibber prese in pensione un inquilino ricco chiamato William Sloper. La relazione risultante tra queste tre persone condusse ad una denuncia, nel 1738, nella quale Cibber accusò sua moglie e Sloper di adulterio. Le varie versioni dello scandalo suggeriscono che tutti i tre potessero essere coinvolti in un ménage à trois. Sta di fatto che Cibber obbligò la moglie a dormire con Sloper; piazzò poi una spia in un armadio per poter ottenere una testimonianza dell'adulterio della moglie. La cosa non andò comunque secondo le sue aspettative. La difesa di Sloper riuscì a dimostrare che la cosa era stata organizzata ad arte e Cibber ebbe un misero indennizzo di 10 sterline. L'anno seguente, Cibber denunciò Sloper di tenere segregata sua moglie. Infatti, Mrs Cibber e Sloper erano scappati insieme, ed avevano avuto una figlia, Susannah Maria (Molly). Questa volta Cibber ottenne 500 sterline di indennizzo.

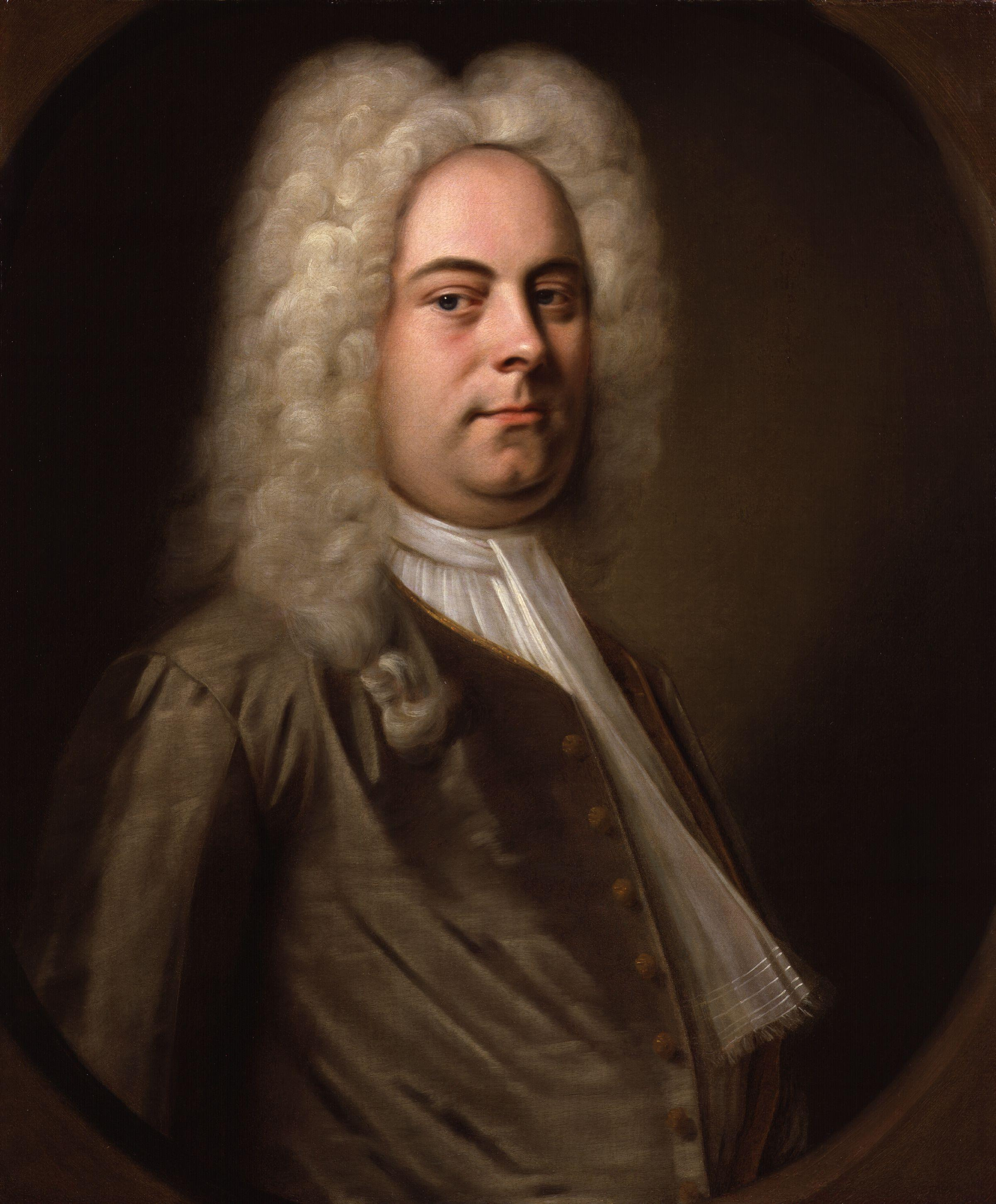
Un ritratto del 1727 di Georg Friedrich Händel realizzato dal pittore Balthasar Denner. Lo storico musicale Charles Burney, che fu un allievo di Thomas Arne, disse che Händel "era entusiasta di Mrs Cibber, le cui maniere avevano ammorbidito la sua avversione al fatto che ella non sapesse leggere la musica".

Nel 1740 Mrs Cibber cantò nella prima dell'opera di suo fratello, Alfed. Si recò poi a Dublino, e nell'autunno del 1741 ebbe grande successo di pubblico all'Aungier Street Theatre recitando con il suo amico e mentore, l'attore James Quinn. Händel la raggiunse, ed ella cantò in diversi concerti, da lui diretti, cantando in Acis and Galatea, Esther, e Alexander's Feast. Cantò anche nella prima rappresentazione del Messiah di Händel, il 13 aprile 1742, cantando la parte di contralto solista. Il 21 ed il 28 luglio, cantò in due recital con la cognata, il soprano Cecilia Arne (nata Young). Le critiche provenienti da Dublino furono molto positive sia per la sua attività di cantante che per quella di attrice. Thomas Sheridan scrisse: 
"Cosa può essere più espressivo della forza di un oratorio, quando convoglia al cuore i superiori poteri ed il fascino della musica? Nessuna persona sensibile, che abbia avuto la fortuna di ascoltare Mrs Cibber cantare nell'oratorio Il Messia, avrà difficoltà a dar credito agli effetti meravigliosi prodotti da una così potente unione."
Quando lo scandalo andò scemando, ella tornò a Londra nell'autunno del 1742 per interpretare, al Covent Garden, molti nuovi ruoli drammatici del suo repertorio. La sua casa di Londra divenne una specie di salone, tutte le domeniche. Burney, riferendo di queste serate, scrisse di essersi venuto a trovare "in una costellazione di intelligenze, poeti, attori, ed uomini di lettere", comprendente fra gli altri, Händel, Garrick e Arne. Ella venne ingaggiata da Händel per la sua stagione di oratori, creando il ruolo di Micah in Samson. Nella stagione 1744–5 continuò a cantare per Händel, al His Majesty's Theatre di Haymarket. Fra i ruoli interpretati vi furono Deborah, Lichas in Hercules e David in Saul. Cantò poi negli oratori L'Allegro, Alexander's Feast e Messiah. Händel scrisse anche per lei la parte di Daniel in Belshazzar, ma a causa di una malattia, ella non poté cantare il ruolo.
Nel 1744 Susannah divenne la partner di David Garrick nell'interpretazione dei ruoli protagonistici femminili al Teatro di Drury Lane, diretto da suo suocero, e la loro amicizia (documentata dalle lettere) continuò per tutta la vita. Dal 1744 al 1765 ella aggiunse numerosi altri ruoli drammatici al suo grande repertorio, e divenne dopo Garrick, la più pagata attrice di Londra. Critiche, dediche, lettere e poemi, vennero scritti per magnificare la sua abilità nel colpire profondamente lo spettatore. Durante questo periodo, Susannah divenne la principale insegnante del suo giovane nipote, Michael Arne. La madre del ragazzo, Cecilia Arne patì problemi di salute e questo, combinato all'attività lavorativa di Thomas, impedì ai suoi genitori di occuparsi di lui. Sotto la guida di Susannah, Michael incominciò come un attore a Drury Lane prima che giungesse all'età di dieci anni. Seguì poi le orme paterne, divenendo un bravo compositore.
Alla sua morte venne tumulata nel chiostro nord della Westminster Abbey. Il giorno della sua morte, i teatri Covent Garden e Drury Lane rimasero chiusi in segno di lutto, come tributo ad una delle loro più celebri attrici e cantanti. Garrick, udendo della sua morte, disse: "La tragedia muore con lei.".